# Église Notre-Dame de Lye
Pour les articles homonymes, voir Église Notre-Dame et Notre-Dame.
L'église Notre-Dame de Lye est une église catholique française. Elle est située sur le territoire de la commune de Lye, dans le département de l'Indre, en région Centre-Val de Loire.

## Situation
L'église se trouve dans la commune de Lye, au nord du département de l'Indre, en région Centre-Val de Loire. Elle est située dans la région naturelle du Boischaut Nord. L'église dépend de l'archidiocèse de Bourges, du doyenné du Boischaut Nord et de la paroisse de Valençay.

## Histoire
L'église fut construite entre le XIIe siècle et le XVIe siècle. Elle a été rénovée et agrandie pendant le XIXe siècle.
L'édifice est inscrit le 7 juillet 1952 et réinscrit le 14 avril 1998, au titre des monuments historiques.

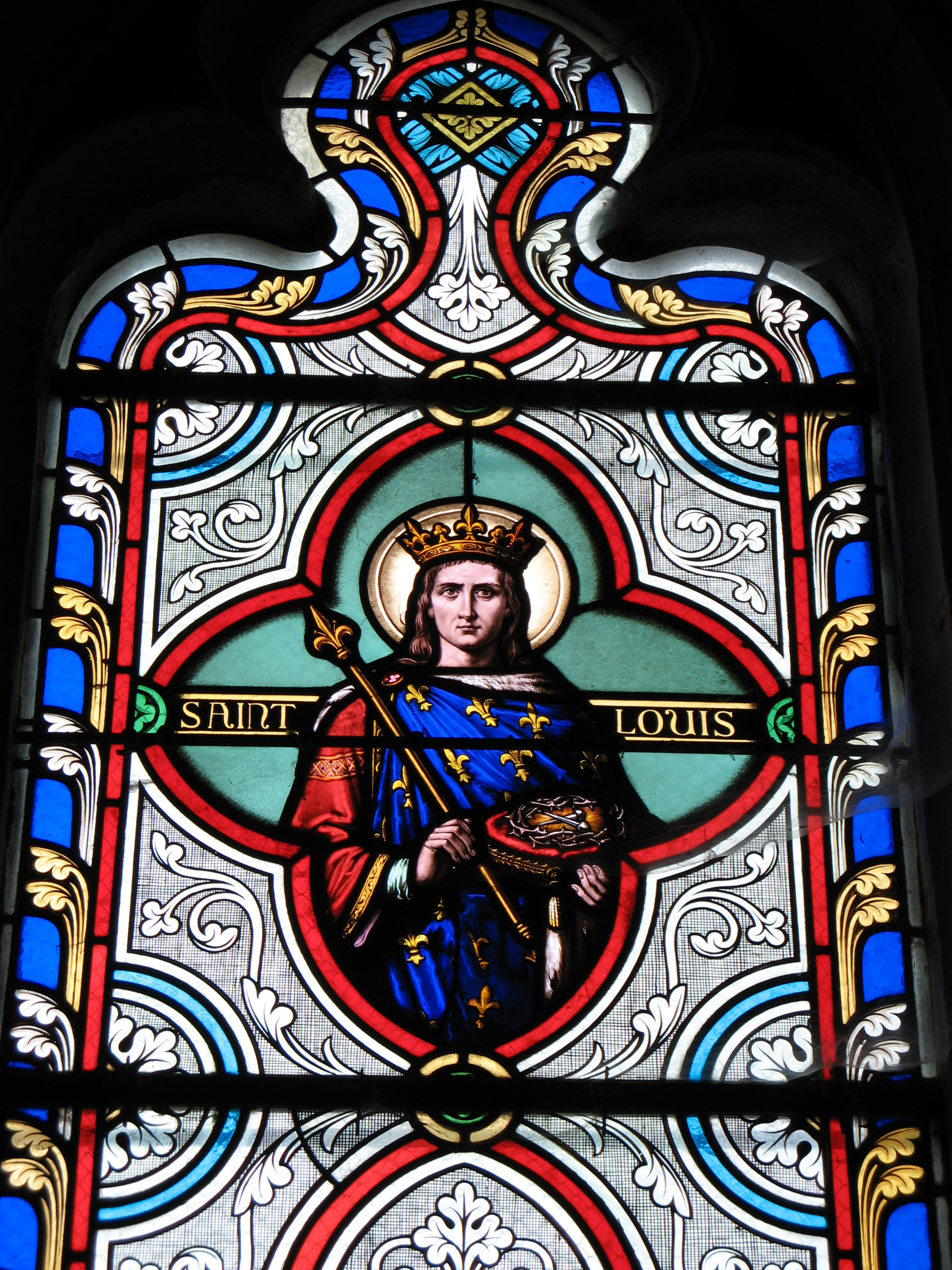
Un vitrail de l'église, en 2007.